# マニー・シンウェル (シンウェル男爵)

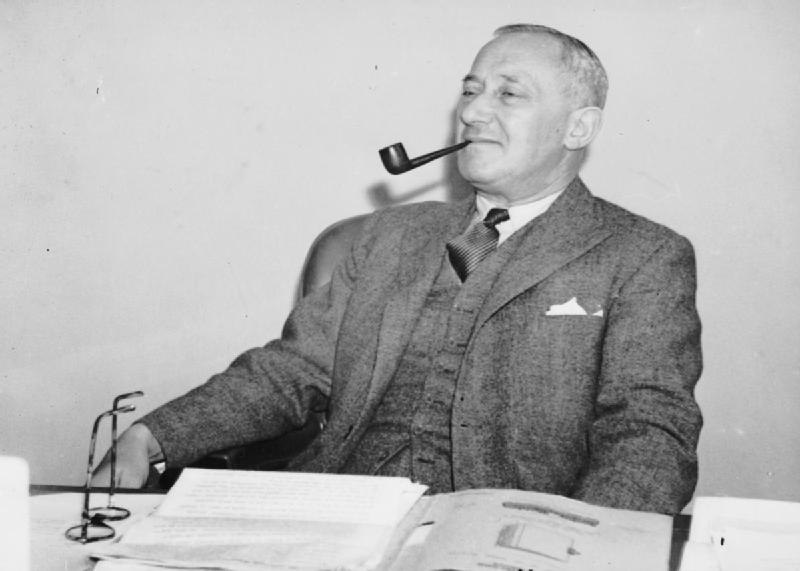
マニー・シンウェル

シンウェル男爵エマニュエル「マニー」・シンウェル（Emanuel "Manny" Shinwell, Baron Shinwell CH PC、1884年10月18日 - 1986年5月8日）は、イギリスの労働組合幹部、労働党の政治家。レッド・クライドサイドの主要人物の1人。

## 生い立ち、キャリア、組合活動
シンウェルはロンドンのスピタルフィールズで生まれたが、一家はスコットランドのグラスゴーへ移住した。ユダヤ系ポーランド人の父は小さな洋服店を営んでおり、ユダヤ系オランダ人の母は料理人であった。彼は公共図書館やケルヴィングローヴ美術博物館で学んだ。スポーツ、特にボクシングに親しみ、地元のフットボールチームのトレーナーでもあった。被服工場で機械工として職業人生を始めた。1903年、服飾工労働組合連合会で活動を始め、1906年にグラスゴー商工会議所に同組合代表として参加した。
1911年5月、全国船員消防士組合 （NSFU）のJ・ハブロック・ウィルソンの要請でグラスゴーの船員組織化を支援した。グラスゴーの船員による6週間のストライキにて、彼は重要な役割を果たした。このストライキは6月14日に始まり、全国規模のストライキの一部をなした。 彼はその後NSFUグラスゴー支部の書記となった。1912年8月、組合に対する抗議行動に参加した。この結果グラスゴー支部は、サウサンプトンを本拠とする英国船員組合 （British Seafarers' Union, BSU）の一部となった。1922年にBSUが海洋労働者組合連合会 （Amalgamated Marine Workers' Union, AMWU）の一部になるまでの間、BSUの地方書記を務め、後に新組織の全国組織責任者を務めた。1919年、彼はグラスゴー40時間運動への関与を通じて国民の不評を買った。この運動は、グラスゴーのジョージ広場における警官隊とデモ隊との衝突で頂点に達した。その後彼は、暴動の煽動を企てたとして5か月の刑を宣告された。

## 政治経歴
シンウェルは1922年の総選挙の際、独立労働党 (Independent Labour Party, ILP) の党員としてリンリスゴーシャーから下院議員 (MP) に選出された。1924年に議席を失ったが、1928年の補欠選挙でリンリスゴーシャーから再び選出された。1929年、ラムゼイ・マクドナルドは彼をFinancial Secretary to the War Officeに任命した。カウリングの言によれば、シンウェルがどの大臣からも受け入れられなかったときにあって、マクドナルドはシンウェルの閣僚職を守ってやったと信じていたという。1930年からは鉱山次官を務めた。同職は1924年にも就いたことのある職である。 彼はラムゼイ・マクドナルドの挙国一致内閣を批判し、1931年に再び辞任した。マクドナルドを倒した後の1935年にダラム郡のSeahamから下院に復帰し、その後はアナイリン・ベヴァンら左派と共に、スペイン内戦ではフランコと敵対するスペイン人民戦線政府を英国が支援するよう、積極的に働き掛けた。下院での議論が白熱していた1938年4月4日、彼は政府の外交政策を批判された際、保守党下院議員のロバート・タットン・バウアー海軍中佐から「ポーランドに帰れ」と言われ、バウアーの顔に平手打ちを食らわせた。シンウェルは、この発言を反ユダヤ発言と捉えた。1940年5月、ウィンストン・チャーチルの連立政権における食糧大臣就任を拒否した。1942年、労働党のchairmanになった。
1945年に労働党が勝利すると、彼はクレメント・アトリー政権に参画した。 燃料動力大臣として、彼は鉱業国有化を主導した。鉱山の旧所有者アールズ・フィッツウィリアム伯爵家の本拠地たるウェントワース・ウッドハウスの地を採掘するという彼の決定は激しく批判された。批判者には鉱山労働者自身も含まれており、彼らは採掘阻止のためストライキを決行すると威嚇した。シンウェルの決定は、階級闘争の活動と受け取られた。大半の鉱山所有者とは異なり、フィッツウィリアム家は何十年もの間、ウェントワース・エステートを全鉱夫にとっての快適な静養所とし、彼らがこの地を歩き回ることを歓迎すると共に、鉱夫がウェントワース・ウッドハウスに近付くことを許可し、いつでも支援を請うことを許していた。ウェントワースの住民は今でも、シンウェルが同地を採掘したのは必要に迫られたからではなく、彼に権限があったからだと言っている（詳しくは、ブラック・ダイヤモンドを参照）。
1947年、英国は異例の厳冬と深刻な石炭不足に見舞われた。彼はこの危機を回避できなかったために広く批判された。程なくして彼は陸軍大臣に就任し、1950年まで務めた。1950年にイーシントン選出議員となった。この頃、国防大臣に就任した。下院議員生活の終わりに近い1964年から1967年まで、議会労働党会長を務めた。1965年にコンパニオン・オブ・オナー勲章を授与され、1970年にはダラム郡イーシントンのシンウェル男爵として、一代貴族に叙せられた。死去する直前まで上院議員として活動を続けた。1986年5月に101歳で死去。当時の下院で2番目の長老議員としての記録を保持していた（死後はセオドア・クック・テイラーが記録保持者）が、2008年11月にバート・ヘイゼルに記録を更新された。1986年3月26日、存命中の最長老上院議員となったが、それから約1か月後の5月8日に死去した。
シンウェルは、彫刻家アラン・ソーンヒルの製作した粘土胸像のモデルとなった。シンウェルの胸像に関連するファイルが、リーズに位置するヘンリー・ムーア財団立ヘンリー・ムーア協会のアーカイブ内のソーンヒル文書（2006:56）の一部として保管され、またテラコッタが芸術家のコレクションに残っている。ブロンズ像（収蔵品番号S.309）は、1973年にグラスゴー市立美術館の収蔵品として購入された。

## 伝記
シンウェルは3冊の自伝を著した。
- Conflict Without Malice (1955)
- I've Lived Through it All (1973)
- Lead With the Left (1981)

また、以下の本を著した。
- "When The Men Come Home" (1944)

- Cowling, Maurice, The Impact of Hitler - British Policies and Policy 1933-1940, Cambridge University Press, 1975, p. 416, ISBN 0-521-20582-4

## 公文書
- Catalogue of the Shinwell papers held at LSE Archives